# Römerberg-Margarethen
Römerberg-Margarethen liegt in der Linzer Innenstadt und war von 1957 bis 2013 ein eigener statistischer Bezirk der oberösterreichischen Landeshauptstadt Linz. Seit 2014 gehört es zum Statistischen Bezirk Froschberg.

## Geographie
Das Stadtviertel Römerberg-Margarethen liegt im Westen des Zentrums von Linz. Im Norden wird es von der Donau begrenzt. Im Osten grenzt es an das Altstadtviertel und im Süden an das Volksgartenviertel. Es grenzt an den Froschberg im Süden, den Freinberg im Westen und im Nordwesten an Tal und Ortschaft Zaubertal. Der Flächenanteil am Stadtgebiet von Linz beträgt 1,7 %.
Der 405 Meter hohe Freinberg liegt im nördlichen Teil von Römerberg-Margarethen. Die Kalvarienbergkirche St. Margarethen gibt dem nordwestlichsten Siedlungsbereich Margarethen seinen Namen, der am südlichen Donauufer, westlich der Mündung des Zaubertalbaches in die Donau, liegt.
Im östlichen Teil des Bezirks liegt auf der als Römerberg bezeichneten Anhöhe das Quartier Römerberg.

## Geschichte
Einige der ältesten Besiedlungsspuren der Stadt Linz befinden sich auf dem Gebiet dieses Stadtviertels. Bei archäologischen Grabungen auf dem Freinberg konnte nachgewiesen werden, dass der Berg bereits im Spätneolithikum besiedelt war. Dies belegen die gemachten Streufunde und eine Befestigungsanlage aus der späten Bronzezeit.
Auf dem Gebiet der heutigen Linzer Altstadt und den südlichen Hängen des Schloss- und Römerberges stand im 2. Jahrhundert ein römisches Kastell mit umgebender Siedlung.
Archäologische Grabungen belegen jedoch eine Besiedlung noch vor den Römern. Es wurden Gegenstände aus Norischem Eisen gefunden, die auf die Zeit um 20 n. Chr. datiert wurden.

## Gebäude

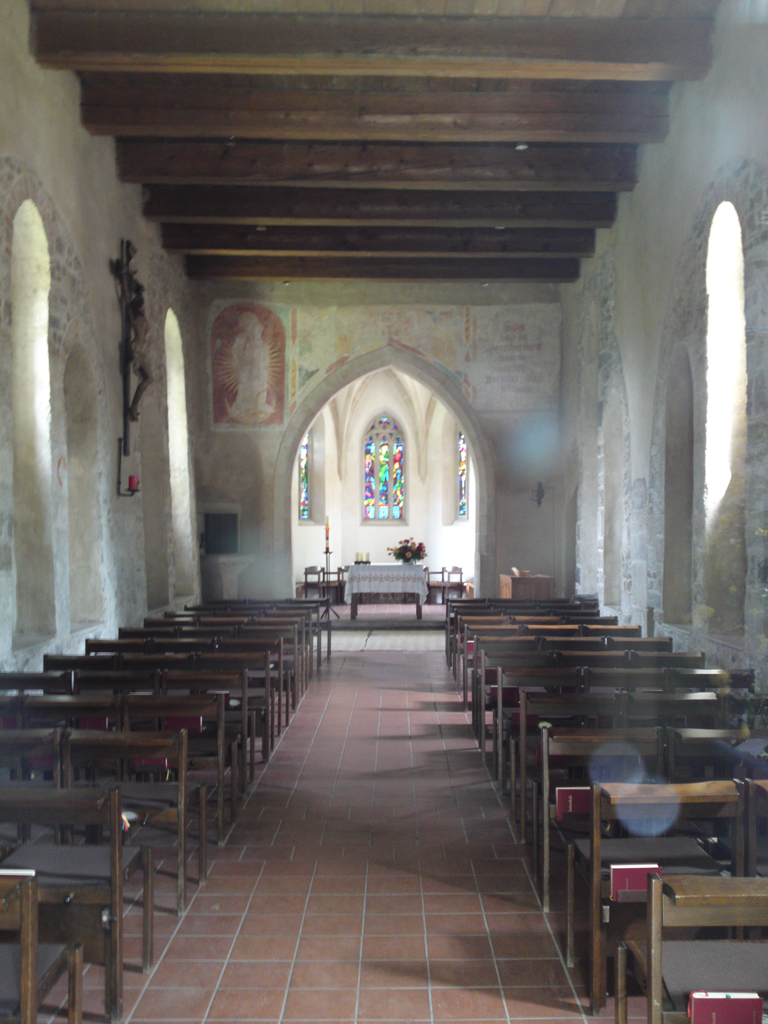
Innenraum Martinskirche Linz

Zu den bekanntesten Gebäuden zählen:
- die Kalvarienbergkirche St. Margarethen an der Donau
- die Martinskirche an der Martinsgasse. Die älteste Kirche Österreichs, erstmals urkundlich erwähnt im Jahr 799
- das Kapuzinerkloster. Ursprung Anfang des 17. Jahrhunderts
- der Jägermayrhof am Freinberg, Ursprung im 17. Jahrhundert
- der Burschenschafterturm, Teil der Maximilianischen Turmbefestigung von Linz. Erbaut um 1833
- die Franz-Josef-Warte. Erbaut 1889
- die Barbara-Kapelle. Erbaut 1932
- der Botanische Garten der Stadt Linz. Eröffnet 1952